# Araneus zebrinus
Araneus zebrinus este o specie de păianjeni din genul Araneus, familia Araneidae, descrisă de Zhu și Wang, 1994. Conform Catalogue of Life specia Araneus zebrinus nu are subspecii cunoscute.